# 新盖尔清真寺
新盖尔清真寺是孟加拉国的一个清真寺，位于库尔纳专区巴盖尔哈德县的巴蓋爾哈德沙達爾烏帕齊拉，为孟加拉国历史建筑。毗邻库尔纳-巴蓋爾哈德公路，西北距六十圆顶清真寺仅25米。16世纪莫卧儿入侵时期在另一座寺庙基础上建设而成。